# جزيرة ظهرة أبو سمكة (ميدي)

تعديل مصدري - تعديل

جزيرة ظهرة أبو سمكة هي إحدى جزر مديرية ميدي التابعة لمحافظة حجة.